# Górki Wielkie
Górki Wielkie è un villaggio nel comune di Brenna, del distretto di Cieszyn, parte del voivodato della Slesia dal 1999, mentre dal 1975 al 1998 ha fatto parte del voivodato di Bielsko-Biała al sud della Polonia. È situato nella regione di interesse storico della Slesia di Cieszyn. Ricopre una superficie di 14,67 km².
Il nome del villaggio Górki Wielkie è stato usato per la prima volta in un documento in latino chiamato Liber fundationis episcopatus Vratislaviensis del 1305 circa, come Gorki villa vlodari. Politicamente il villaggio apparteneva inizialmente al Ducato di Teschen, formato nel 1290 nel processo di frammentazione feudale della Polonia e fu governato da un ramo locale della dinastia dei Piast. Nel 1327 il ducato divenne parte del Regno di Boemia, che dopo il 1526 entrò a far parte della Monarchia asburgica.
Da 1417 Górki Wielkie è di proprietà della dinastia Pięćlatów. Nel 1447 Andrzej Pięćlat vende Górki Wielkie a Piotr Ramsza. Poi Górki Wielkie diventa di proprietà dei casati Górecki (1521-1697), Bludowski (1697-1734) e infine Marklowski (1734-1802).
Il villaggio diviene sede di una parrocchia cattolica, la Chiesa di Ognissanti a Górki Wielkie, menzionata nel registro dei pagamenti Obolo di San Pietro dal 1447, tra le 50 parrocchie del Decanato di Teschen come Gorky.
La riforma protestante si diffonde nel Ducato di Teschen a partire dal 1540, e la chiesa cattolica locale è rilevata dai luterani. La chiesa viene successivamente rilevata da una commissione speciale e restituita alla Chiesa cattolica romana il 18 Aprile 1654.
Górki Wielkie sorge sul canale Brennica.
Nel 1922, una villa appartenente alla casate dei Marklowski viene acquistata da Tadeusz Kossak, fratello gemello di Wojciech Kossak, appartenente alla nota famiglia di artisti-pittori. Wojciech Kossak vive nella villa assieme alla figlia di Tadeusz Kossak, Zofia Kossak Szczucka, nota scrittrice. Ivi si trova ora un museo dedicato alla vita di Zofia Kossak Szczucka. La tomba della scrittrice si trova nel cimitero locale del villaggio.
Nel 1931, sulla collina Bucze (417 metri) viene fondata la federazione dello scautismo polacco. Dopo la seconda guerra mondiale, sulla collina viene costruito un sanatorio tubercolare infantile.